# Gambrinus
A sör „védőszentje”, valójában I. János (1250? – 1294. május 3.), III. Henrik brabanti herceg fia. Neve latinos formájának (Jan Primus) népnyelvi változata a Gambrinus.

## Legendája

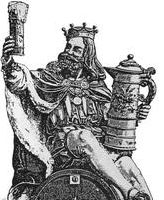
Gambrinus

A legenda szerint egyetlen kocsmában 388 kupa (mások szerint 72 liter) sört ivott meg. Ez a legenda először 1543-ban bukkan fel írásos formában Nürnbergben, Burkart Waldis költeményében. I. vagy II. János valóban tagja volt az egyik belga sörfőző céhnek, amit Brüsszelben a Grande-Place-on álló lovas szobor örökít meg.
Míg éltem, Gambrinus volt nevem,
Flandria és Brabant esdték kegyem,
árpából malátát nyertem,
elsőként sört biz' én főztem.
Büszkén vallják a serfőzők,
Egy király volt a mesterük.
(1526-ból való versike a Müncheni Serfőző Múzeumban)
A lovag ismert és kiváló trubadúr is volt, akinek nevéhez 92 dal köthető, s állítólag ugyanennyi gyermeket is nemzett.

## Gambrinus nevű sörfőzdék
- - Pilsner Urquell Serfőzde, Pilsen, Csehország
  - Gambrinus Serfőzde, Weiden in der Oberpfalz, Németország
  - Ottakringer Serfőzde, Bécs
  - Gambrinus Serfőzde, Nagold, Németország
  - Gambrinus Serfőzde, Naila, Németország
  - Hancock Serfőzde, Skive, Dánia
  - Brasserie Gambrinus, Mülhausen, Franciaország